# Імперський коледж Лондона
Імперський коледж Лондона (англ. Imperial College London) — заклад вищої освіти в Південному Кенсінгтоні. З 1907 по 2007 рік Імперський коледж входив до складу Лондонського університету. Відділення коледжу в самостійну установу було пристосовано до сторіччя його заснування і сталося 8 липня 2007 року.

## Історія
Імперський коледж Лондона був заснований 1907 року на базі гірничої академії (заснована в 1851 році), політехнічного коледжу (1881) та коледжу City&Guilds (1884). У рік святкування 100-річчя коледж був виділений у самостійний університет. За версією лондонської газети «Таймс», займає 6-те місце в списку 200 найкращих університетів світу 2008 року і 5-те місце 2009 року. Входить до складу елітної Групи «Рассел».
2005 року в Імперському коледжі Лондона відкрилася власна бізнес-школа, яка була названа на честь американського бізнесмена японського походження Гарі Танакі, який пожертвував 27 мільйонів фунтів стерлінгів на будівництво будівлі бізнес-школи. 2009 року Гарі Танака був заарештований і засуджений до позбавлення волі на 6 років за махінації на фондовому ринку. Того ж року бізнес-школа була перейменована з Tanaka Business School на Imperial College Business School. Будинок бізнес-школи зберегло ім'я мецената і має назву Tanaka Building. 2008 року бізнес-школа Імперського коледжу Лондона займала 30-те місце в рейтингу бізнес-шкіл Європи, але вже на наступний рік піднялася на 16-те місце.

## ЗМІ
- Радіо Імперського коледжу (IC радіо) було засноване в листопаді 1975 року, фактично почавши своє мовлення 1976 року. Радіостанція має архів із понад 51 000 музичних треків, які можна знайти на вебсайті[12].
- «Фелікс» (Felix) — студентська газета. Перший випуск вийшов 9 грудня 1949 року[13], взявши на себе звіти про заходи коледжу. Як основне зображення на обкладинці першого випуску була ілюстрація чорно-білого кота[13], найбільш імовірно, що він і надихнув творців на назву газети. Ім'я Фелікс також стало загальноприйнятою назвою домашніх кішок, після популярного мультфільму «Кіт Фелікс».
- 1995 року в університеті була створена офіційна газета «Кореспондент», вона виходить раз на три тижні та спрямована насамперед на співробітників і вчених.